# Sämskskinn

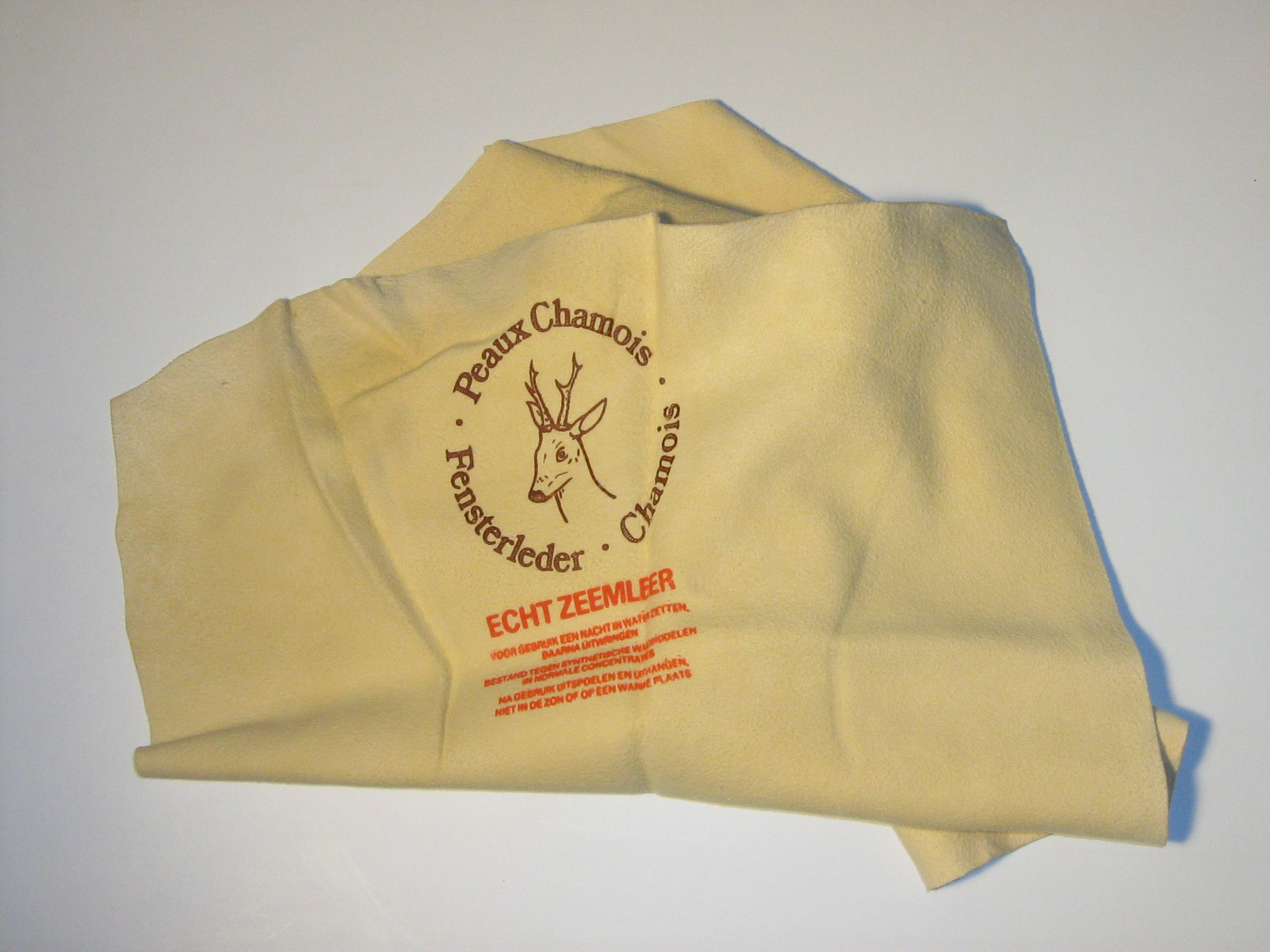
Skinn av gems (chamois).

Sämskskinn eller chamois är en form av mjukbehandlat skinn med mycket hög uppsugningsförmåga. 
Chamois var ursprungligen benämningen på sämskgarvat skinn av stenget, men används numera även för att beteckna sämskgarvat läder i allmänhet.
Idag används skinnet mest till folkdräkts- och cykelbyxor, handskar och bilrengöringstrasor. Sämskskinn kan användas när man suddar ut ritkol och mjuka pasteller från papper och att torka av fotonegativ efter framkallning och sköljning. Sämskskinn används som handduk av simhoppare.
Skinnet framställs ifrån djurhudar genom fettgarvning och kommer oftast idag ifrån get, men tidigare även ifrån oxe (buffel), hjort (bock), ren eller älg.
Idag tillverkas även syntetiskt sämskskinn.

## Historia
Sämskskinnet användes förr i svenska armén bland annat i kyller, byxor, västar, handskar, livgehäng och karbinremmar mm. 
I Jämtland var det vanligt att den unge mannen ofta fick sitt första par sämskade älgskinnsbrok (sämskade älgskinnsbyxor) i de tidiga tonåren, och han blev då kallad gålbeining (gulbening) på grund av de nya sämskinnets klargula färg. Denna ljusa färg mörknade dock med tiden, och byxorna kunde efter ett strävsamt liv bokstavligen stå själva.

## Framställning av naturligt sämskskinn
Huden skrapas ren ifrån hinnor på köttsidan och hår på narvsidan. Sedan smörjer man in hudens köttsida i fett, ofta använder man djurets hjärna och/eller tran men fiskleverolja och klövfett går också bra. Notera dock att hjärnan måste kokas tills den blir vit och sedan svalna om denna skall användas. Huden får vila en dag och sen skrapas narvsidan varpå båda sidorna smörjs in med fett. Huden får sen vila minst ett dygn och sen tvättas det i såpavatten. Huden kan med fördel få stå i såpavattnet under natten. För att avgöra om garvningen är tillräcklig kan man testa så att huden släpper igenom luft i ett vattenbad. Efter detta återstår mjukgöring i flera steg.